# Софіївська вулиця (Кременчук)
Вулиця Софіївська — одна з вулиць Кременчука. Протяжність близько 1700 метрів. Розташована у центральній частині міста. Починається з вул. Перемоги та прямує на північний захід. На початку вулиці переважно приватні одноповерхові будинки, після перетину з вул. Небесної Сотні — багатоповерхові. Двічі розривається поперечними вулицями: Небесної сотні і Богаєвського. До 2016 року носила ім'я Чапаєва.
Проходить крізь такі вулиці (від початку до кінця):
- Академіка Маслова
- 29 Вересня
- Лейтенанта Покладова
- Небесної Сотні
- Шевченка
- Левка Лук'яненка
- Лікаря О. Богаєвського

## Історія

### Період Російської імперії
На початку XIX століття Кременчук був великим промисловим і військовим центром. Активно розвивалися промисловість, освіта та медицина, а також релігійне життя міста, що знайшло відображення в історії вулиці. Спочатку вулиця називалася Великою Міщанською. У 1803 році між Великою Міщанською та вулицями Приютська (Горького), Весела (вулиця 1905 року) і Олексіївська (Шевченко) була облаштована Навчальна площа для проведення військових навчань і парадів. На розі з Бульварною вулицею (Богаєвського) розташовувалися дерев'яні одноповерхові казарми, які також називалися «бульварними».
У місті існувала також Мала Міщанська вулиця. Після завершення будівництва Олександрівського реального училища у 1878 році Мала Міщанська вулиця була перейменована в Училищну (нині — Коцюбинського). Таким чином, у місті залишилася лише одна Міщанська вулиця.

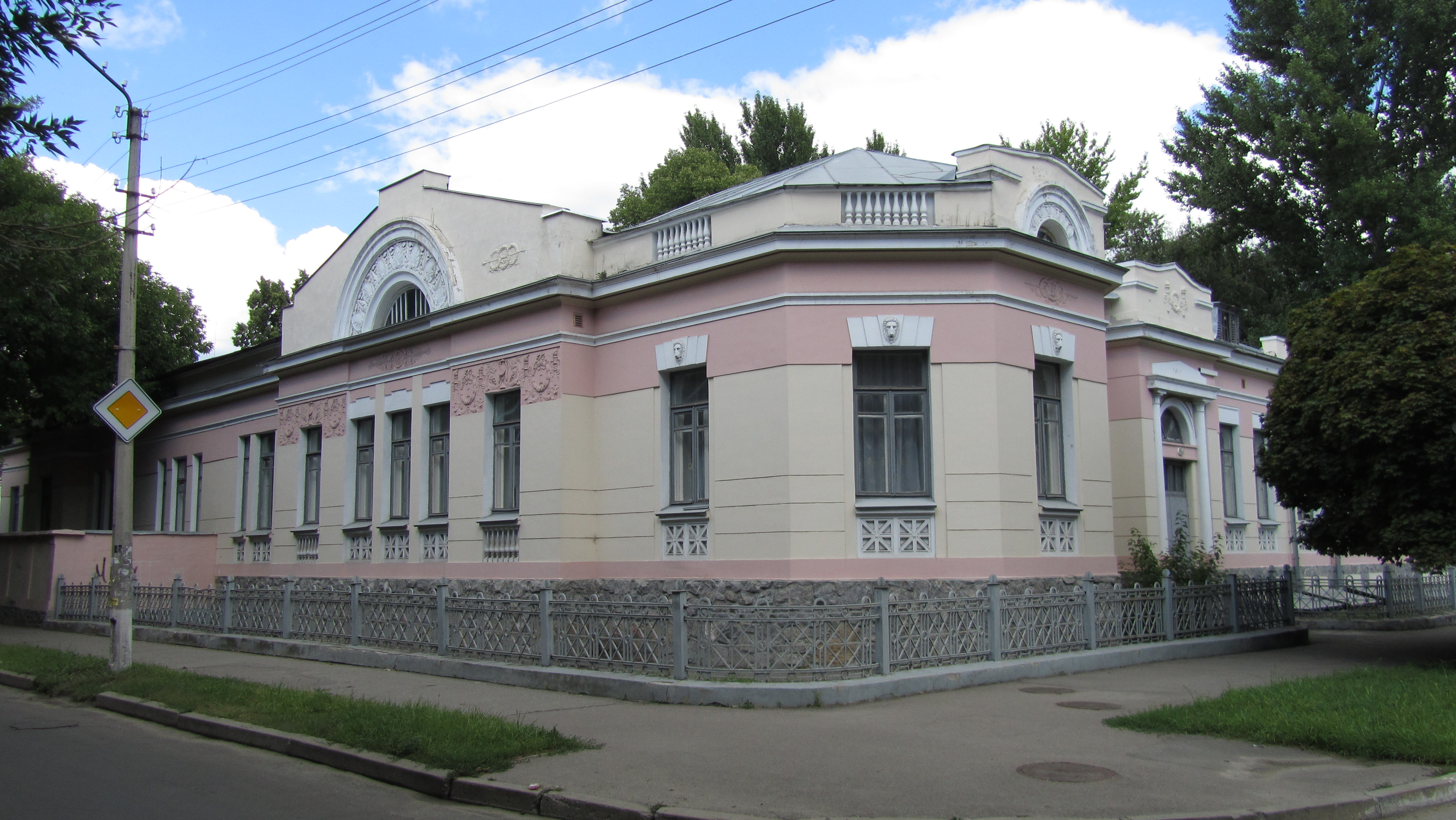
Будинок генерала Гутовського

Нарпикінці XIX століття почалася активна забудова вулиці. На розі Київської (нині Перемоги) та Міщанською генерал Гутовський побудував собі особняк. На початку XX століття пані Гутовська здавала у ньому квартири. У 1887 році у кварталі між вулицями Кривогрязна (Троїцька), Міщанська, Приютська (Горького) і Бульварна (Богаєвського) «Товариство Ф. Сандомирський і Н. Рабинович» побудувало тютюново — махоркову фабрику. На вулиці також розміщувався мильний завод.
У тому ж році на перетині з Городовою вулицею (нині ця частина вулиці називається вулицею 29 вересня) у найманій будівлі відкрилася лікарня Кременчуцького суспільства лікарів. У цей же період на перехресті вулиць також відкрилася народна аудиторія, де розмістилася бібліотека, а також проходили спектаклі, концерти та виставки.
У 1899 році вулицю у двох місцях перетнула третя лінія Кременчуцького електричного трамваю. Трамваї йшли від Соборної площі (нині — Перемоги) по Київській вулиці (нині — також Перемоги), перетинаючи Міщанську. Пройшовши по Веселій вулиці (нині — 1905 року), вагони поверталися по Херсонській (нині — Лейтенанта Покладова), знову перетинаючи Міщанську.

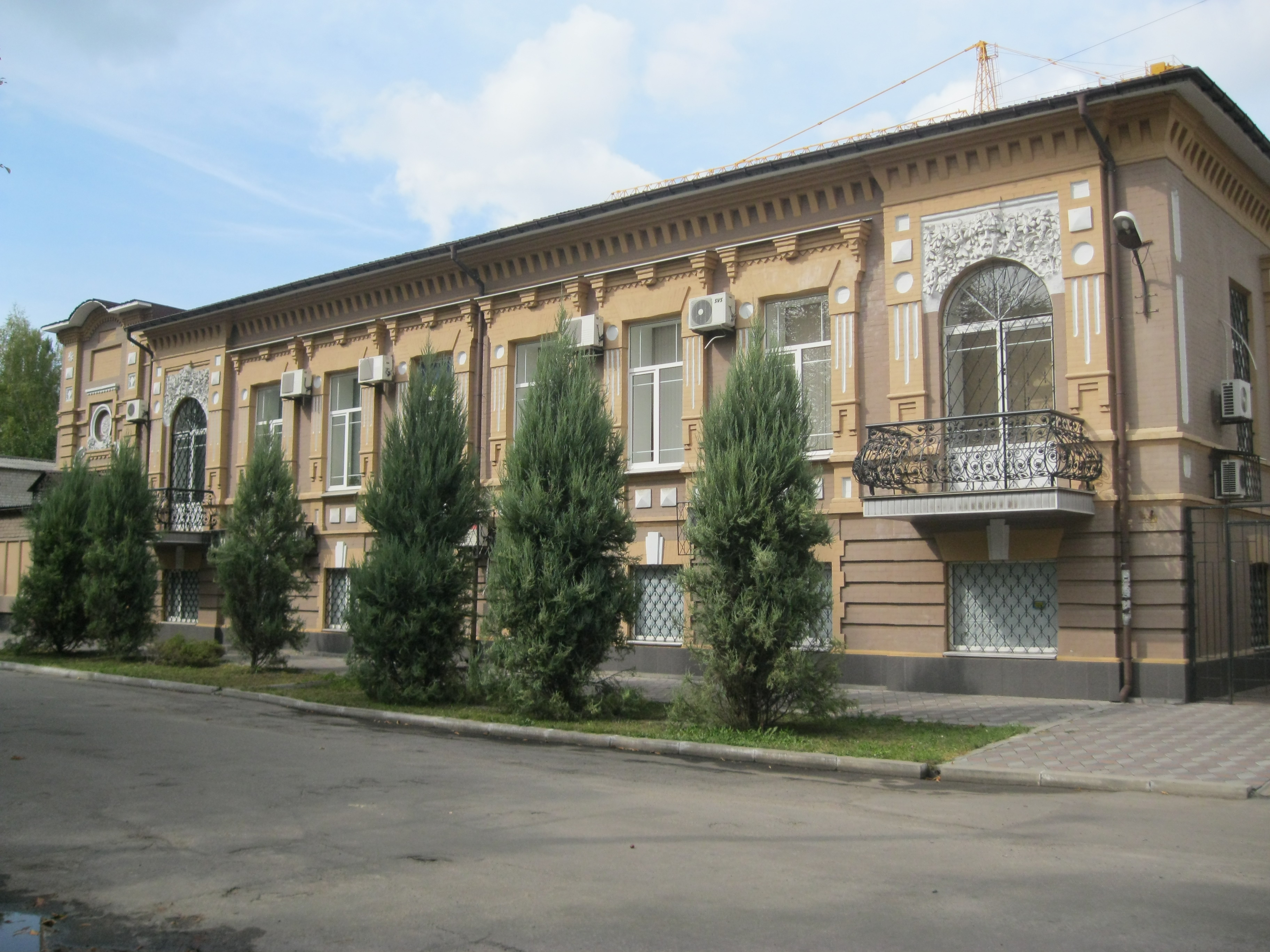
Будинок фабриканта Рабиновича

У 1906 році «Товариство Ф. Сандомирський і Н. Рабинович» розпалося і Нохім Іцкович Рабинович заснував на його місці власне тютюнове підприємство «Самокат» («Самокатъ»). Центром підприємства був будинок його власника. Рабинович був також старостою юудейського молитовного будинку «Бейс-Яків», що розташовувався у будинку його компаньйона Фріделя Сандомирського на тій же вулиці (будинок називався також «синагогою Рабиновича»). У 1910 році на вулиці Пушкінській (колишня Городова, нині — 29 вересня) на розі з Міщанською відкрився католицький костел.

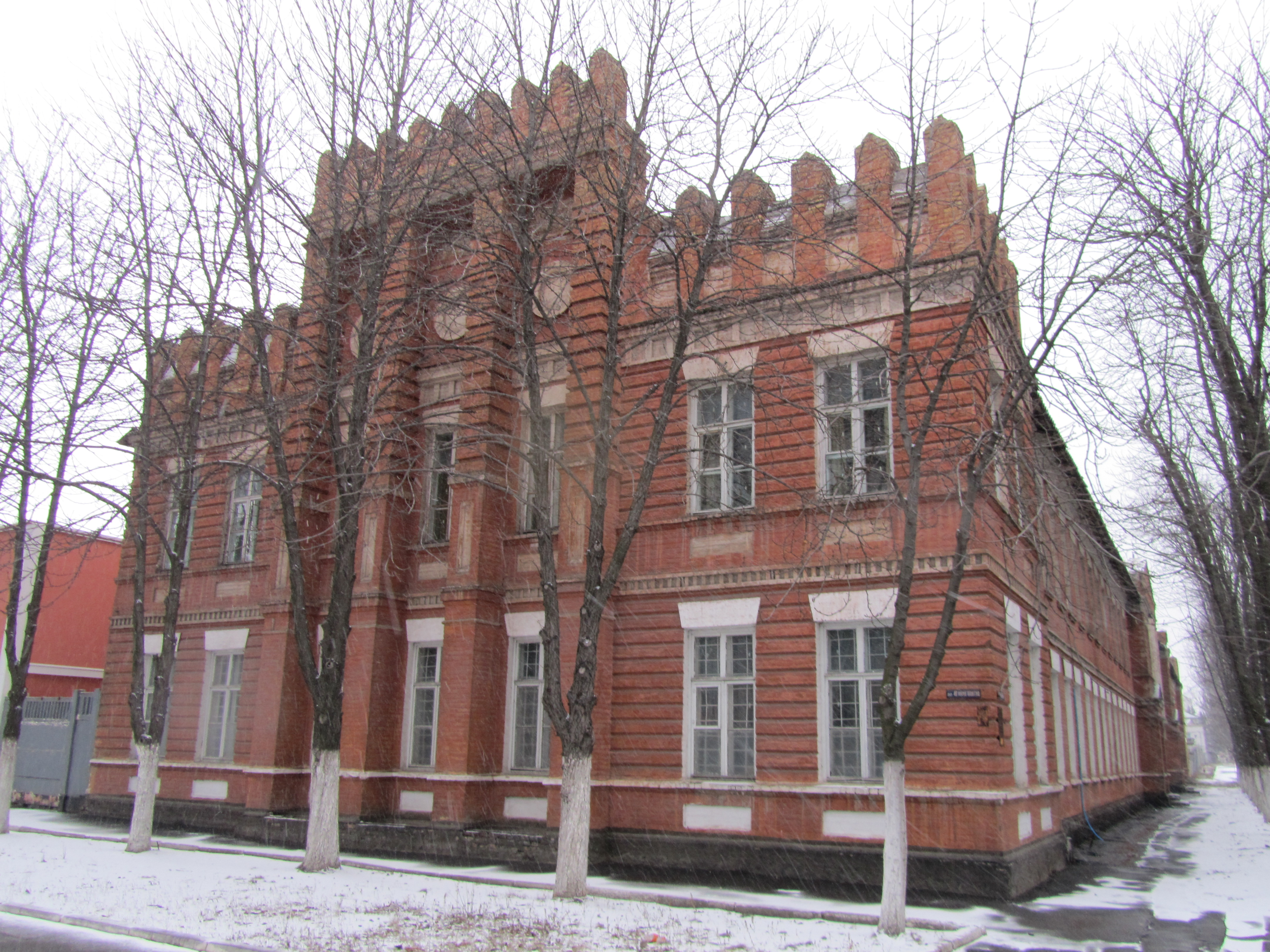
Вид на казарми Брянського полку з боку Софіївської вулиці

Після повернення у місто 35-о піхотного Брянського полку після закінчення російсько-японської війни було прийнято рішення про перебудову для його потреб бульварних казарм. Полк квартирувався у Кременчуці і був пов'язаний з історією вулиці і раніше: у будинках на Міщанській проживали військові чини, а також розміщувалася похідна церква полку, освячена на честь Преображення Господнього. Протягом 1910-1911 років на місці дерев'яних будівель велося спорудження нового ансамблю з двох кам'яних казарм. У 1913 році планувалося зведення дзвіниці над полковою церквою, що не було здійснено через початок Першої світової війни.
У 1913 році Міщанська вулиця була перейменована на Суворовську, на честь Олександра Суворова. Полководець у 1786 році був призначений командувачем Кременчуцьким гарнізоном, і після поранення у Кінбургській битві лікувався в Кременчуцькому госпіталі.

### Радянський довоєнний період
Після визвольних змагань і приходу радянської влади Суворовська вулиця була перейменована на честь Чапаєва. У 1920 році на місці Навчальної площі був розбитий сквер.
У колишньому будинку Гутовського у 1925 році відкрився нічний санаторій для дорослих хворих закритою формою туберкульоза. У тому ж році в іншому колишньому особняку на перетині з вулицею Херсонською (нині — Лейтенанта Покладова) відкрився венерологічний диспансер. У колишній будівлі лікарні відкрилася робоча поліклініка, у будівлі костьолу — будинок санітарної культури.
Наприкінці 1930-х років у центрі скверу на колишній Навчальній площі була побудована школа. Колишню будівлю синагоги було передано під клуб піонерів і школярів. У будівлі костелу відкрився виставковий простір.
З 1933 року у будинку номер 12 проживав Ємельяненко Костянтин Вікторович, майбутній учасник підпільного руху у період німецької окупації міста, який вступив після звільнення ув ряди Червоної армії і загинув у бою.

### Період німецької окупації
У період німецької окупації 1941-1943 років будівлю школи займав військовий госпіталь, у сквері ховали німецьких солдатів. Під час відступу німці зруйнували школу. Колишній будинок Гутовського, у якому розміщувався санаторій, обгорів. Диспансер був зруйнований, народна аудиторія також постраждала та не підлягала відновленню.

### Повоєнний радянський період

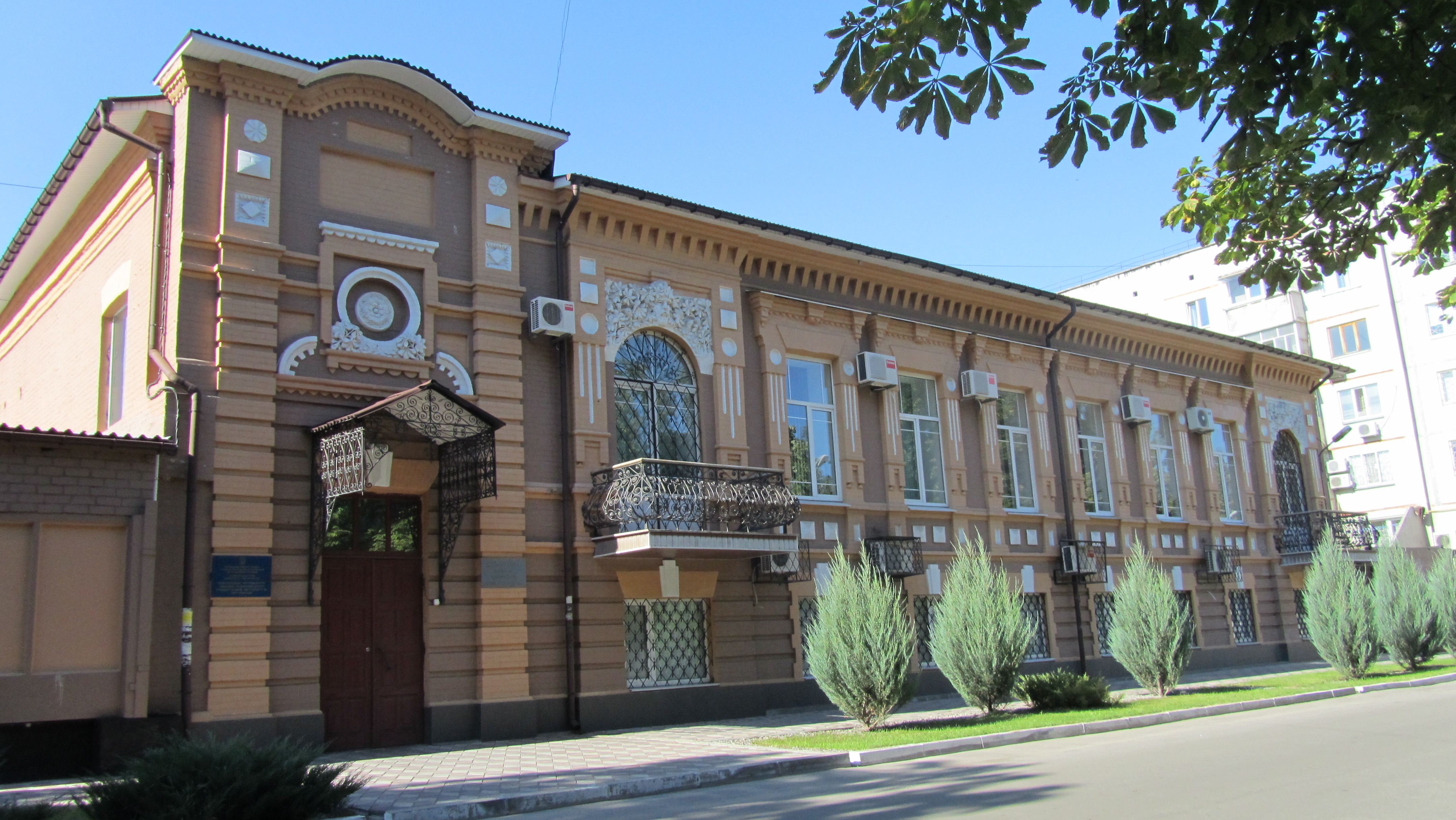
Будинок фабриканта Рабиновича

Після війни особняк Гутовського був відновлений під житло і згодом включений до переліку пам'яток архітектури міста. Пам'ятниками архітектури також стали будинок Рабиновича і колишній католицький костел. У будівлі костелу розмістився кінотеатр, потім — дитяча спортивна школа. Було відновлено під житло одну з частково збережених будівель тютюнової фабрики (нині — будинок № 71). Були також відновлені колишні казарми Брянського полку, пізніше включені до списку пам'яток архітектури.
Велика частина колишньої Навчальної площі була облаштована під новий Сквер махорочників (роботи з озеленення були проведені навесні 1949 року). У 1960-1962 роках на території скверу була побудована нова школа. У післявоєнний період на вулиці були також побудовані численні будинки та дитячий садок. На місці народної аудиторії була побудована швейна фабрика. Будинок під номером 38/19, побудований у 1950 році, пізніше був включений до переліку пам'яток архітектури.

### Період Незалежності
У 1990-ті роки закритий та розграбований більшовиками католицький костел був переданий православній церкві. У 2016 році у рамках декомунізації вулиця була перейменована на Софіївську (у дореволюційний період Софіївською називалася сучасна вулиця 8 Березня).

## Будівлі та об'єкти

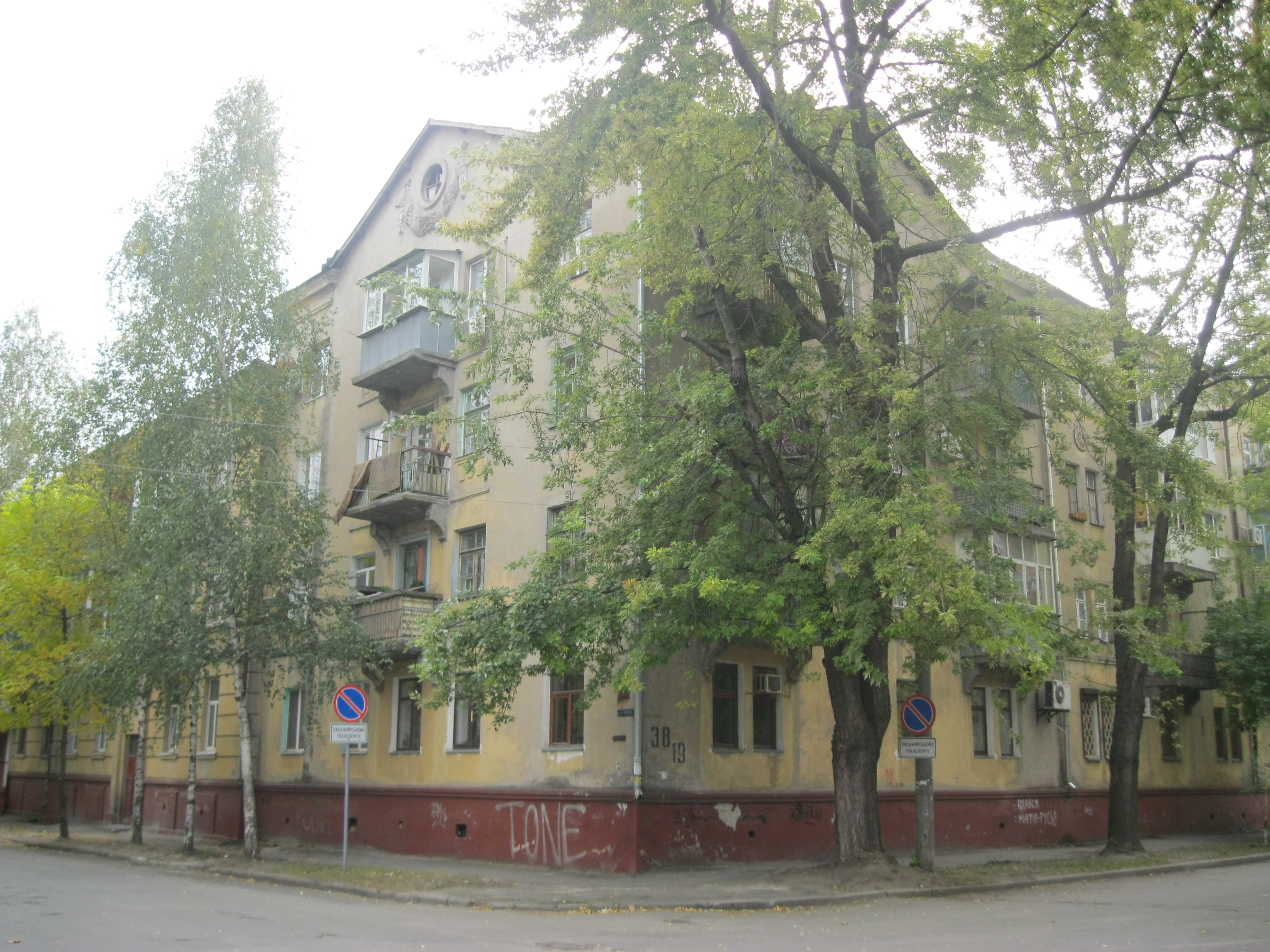
Житловий будинок, № 38/19

- Будинок № 1 — Будинок генерала Гутовського (архітектурна пам'ятка місцевого значення)[1][2].
- Будинок № 2/46 — житловий будинок кінця XIX століття.
- Будинок № 19/11 — Швейна фабрика з пам'ятною дошкою, присвяченій подіям 1905 року у стінах народної аудиторії.
- Будинок № 34/16 — Собор Святого Миколая (колишній католицький костел), пам'ятник архітектури.
- Будинок № 37 — житловий будинок кінця XIX століття.
- Будинок № 38/19 — житловий будинок 1950-о року побудови, пам'ятник архітектури.
- Будинок № 68 — Комунальне підприємство «Теплоенерго»[4].
- Будинок № 69/58 — загальноосвітня школа №19.
- Будинок № 69-А — Міський центр позашкільної освіти (колишня станція юних техніків)[3].
- Будинок № 71 — житловий будинок кінця XIX століття, одне з відновлених після війни будівель тютюнової фабрики[25].
- Будинок № 73 — Маєток фабриканта Рабиновича (пам'ятка архітектури)[1][2].
- Будинок № 75 — Страхова компанія «Інкомрезерв»[5].
- Будинок № 82 — Дитячий садок №34.
- Казарми 35-го Брянського полку, пам'ятка архітектури, нині не мають адреси по вулиці Софіївській.